# Les Aventures de Chatran
Pour plus de détails, voir Fiche technique et Distribution.
Les Aventures de Chatran (子猫物語, Koneko monogatari) est un film japonais réalisé par Masanori Hata, sorti en 1986.

## Synopsis
Chatran, un chaton, se retrouve abandonné par accident en campagne, accompagné de son ami Pousquet, un chien de race carlin. Traversant régions et saisons, ils font la connaissance, au gré de leurs aventures, de nombreuses espèces animales différentes.

« Il s'appelle Chatran. Il est roux, strié de blanc, comme le soleil vu à travers les branches de la forêt... »

— Narrateur
Chatran, naît avec le sens de la découverte. Accompagné de son fidèle ami Pousquet, il occupe le plus clair de son temps à jouer à cache-cache. Mais un jour, lors d'une partie de jeu avec Pousquet, Chatran a la malencontreuse idée de se cacher dans une caisse retenue au ponton d'une berge de rivière. Le torrent emporte Chatran dans sa caisse. Pousquet le suit pour tenter de le sauver, mais ils se perdent de vue. C'est alors que commence une incroyable aventure pour Chatran qui devra faire face à ses peurs pour apprendre à grandir. Lorsque Chatran et Pousquet se retrouvent, l'émotion est grande. Mais Pousquet est jaloux car Chatran a trouvé l'amour. Finalement, Pousquet pourra retrouver son ami de toujours lorsqu'ils auront eu chacun des petits.

## Controverse
Lorsque le film est sorti, plusieurs organisations des droits des animaux[Lesquelles ?] et des spectateurs ont tiré la sonnette d'alarme quant à la cruauté et à la maltraitance dont ont été victimes les animaux lors du tournage, appelant le public au boycott. Parmi ceux-ci :
- le Sunday Mail[1], qui rapporta que Jacqui Kent, fondatrice de l'organisation Animal Liberation Queensland, a allégué le meurtre de plus de vingt chatons durant la production. Elle ajouta qu'elle était alarmée par des rapports européens affirmant que d'autres animaux avaient été blessés, comme le cas d'un chat dont le producteur aurait délibérément cassé la patte, dans le but de le faire apparaître instable sur ses pattes. Celle-ci affirma également avoir reçu de nombreuses plaintes de spectateurs persuadés qu'un tel film n'avait pu être tourné sans cruauté.

- l'analyse de David Mc Millan, économiste du Royaume-Uni, qui suggère que « la vie de Chatran est pleine d'épreuves et de tourments », « Plusieurs d'entre eux [les chats utilisés pour le personnage de Chatran] ont été trempés jusqu'aux os dans une caisse en bois, tombant dans une cascade ou du haut d'une falaise dans la mer. Il est difficile d'imaginer comment Chatran a survécu. »[réf. nécessaire]

Nombreuses sont les scènes pointées du doigt. Parmi les plus controversées : celle d'un chaton tombant du haut d'une falaise, comme citée ci-dessus, ou encore, un chien de race carlin combattant un ours. Les spectateurs révoltés n'hésitent pas à souligner qu'il est facile pour tout un chacun de comprendre que la réaction des animaux n'est pas contrôlable comme celle d'un acteur, et cela amène à s'interroger sur la capacité de la production à intervenir face aux dangers auxquels sont soumis les animaux, le plus flagrant exemple étant le passage du film où le chien se retrouve face à l'ours, et du stress généré aux animaux dans de telles situations[réf. nécessaire].
Enfin, selon la plus grande organisation de défense des droits des animaux du Japon, près du tiers des trente chatons utilisés pour le rôle de Chatran n'a pas survécu[réf. nécessaire].

## Fiche technique
- Titre original : 子猫物語 (Koneko monogatari?)
- Titre français : Les Aventures de Chatran
- Réalisation : Masanori Hata
- Scénario : Mark Saltzman, d'après une histoire de Masanori Hata
- Image : Hideo Fujii, Shinji Tomita
- Musique : Ryuichi Sakamoto  (Michael Boddicker pour la version américaine)
- Narration : Shigeru Tsuyugushi (VO) / Dudley Moore (version américaine)
- Production : Masaru Kakutani
- Pays d'origine :  Japon
- Format : couleur - 1.85:1 - son : Dolby
- Genre : Aventure
- Durée : 97 minutes (version japonaise), 77 minutes (version américaine)
- Date de sortie : 1986

## Commentaires
- Le montage de la version anglophone ampute 15 minutes au montage original. La narration de Dudley Moore est bien plus importante que les interventions discrètes de Shigeru Tsuyugushi. Le film d'origine contenait aussi des poèmes, absents de la version américaine.

- La musique originale de Ryuichi Sakamoto est aussi absente de la version américaine. Elle a été remplacée par une autre bande-son contenant beaucoup d'emprunts à d'autres musiques de films (Bernstein, John Williams...) et musique classique (Debussy, Schubert, Strauss... et, évidemment, Le Carnaval des animaux de Camille Saint-Saëns).

- Le film original s'ouvrait sur une musique d’ambiance mystérieuse, sur une forêt au crépuscule plongée dans la brume. La version américaine commence par un générique sur fond noir, agrémenté d'une musique country.